# Notre dame (film)
Pour les articles homonymes, voir Notre Dame.
Pour plus de détails, voir Fiche technique et Distribution.
Notre dame est une comédie franco-belge réalisée par Valérie Donzelli et sortie en 2019.

## Synopsis
Maud Crayon doit tout gérer : son travail d'architecte dans une agence dirigée par un chef tyrannique, ses deux enfants et son ex-compagnon Martial qui revient chaque fois qu'il se dispute avec sa nouvelle femme. En outre elle se découvre enceinte une nouvelle fois de Martial. Or un soir, une maquette qu'elle a réalisée s'envole magiquement par la fenêtre et se retrouve parmi les projets candidats à un concours d'aménagement du parvis de la cathédrale Notre-Dame de Paris, qu'elle remporte à l'unanimité du jury.
Désormais sous les feux des projecteurs, Maud retrouve à cette occasion Bacchus Renard, son ancien amoureux devenu journaliste, qui cherche à la séduire à nouveau tandis qu'elle suit le chantier avec son collègue Didier. Tout se passerait presque bien, si le projet, au fil des évolutions, ne se mettait à ressembler sur les dessins à un énorme pénis, qui déclenche un scandale et soulève l'opposition de tous les publics. 
Un procès s'engage, mais l'avocate, guère compétente, perd ses moyens au point de s'effondrer en plein tribunal, morte. Bacchus enfile une robe d'avocat et reprend la plaidoirie, mais il est vite arrêté et emprisonné.
Maud perd le procès, le projet est annulé. Elle se débarrasse alors définitivement de Martial. Après avoir accouché, elle ouvre enfin sa propre agence dans un petit local et retrouve Bacchus à sa sortie de prison.

## Fiche technique
- Titre original : Notre dame
- Réalisation : Valérie Donzelli
- Scénario : Valérie Donzelli et Benjamin Charbit
- Décors : Gaëlle Usandivaras
- Costumes : Élisabeth Mehu
- Photographie : Lazare Pedron
- Montage : Pauline Gaillard
- Musique : Philippe Jakko
- Son : Laurent Gabiot
- Production : Alice Girard et Édouard Weil
- Sociétés de production : Rectangle Productions et Scope Pictures ; SOFICA : Cinécap 2, Cinémage 13, Indéfilms 7, Palatine Etoile 16
- Société de distribution : Ad Vitam Distribution
- Budget : 3,6 millions d'euros
- Pays de production :  France et  Belgique
- Langue originale : français
- Format : couleur — 1,85:1
- Genre : comédie
- Durée : 90 minutes
- Dates de sortie :
  - Suisse : 11 août 2019 (Festival international du film de Locarno)[2]
  - France : 23 août 2019 (FFA 2019)[3] ; 18 décembre 2019 (sortie nationale)

## Distribution
- Valérie Donzelli : Maud Crayon
- Pierre Deladonchamps : Bacchus Renard
- Thomas Scimeca : Martial
- Bouli Lanners : Didier
- Virginie Ledoyen : Coco, la copine gynéco
- Isabelle Candelier : la maire de Paris
- Philippe Katerine : Martin Guénaud
- Claude Perron : Monique Delatour
- Samir Guesmi : Greg
- Pauline Serieys : Agathe
- Nafsika Labrakos : Françoise
- Astien Bosche : le JRI de Bacchus
- Benjamin Ewers : Vincent
- Léo Poulet : Richard
- Fabrice Michel : le cameraman de la télévision
- Franc Bruneau : l'ingé son de la télévision
- Lionel Baier : le présentateur du journal télévisée de France 3 Régions
- Michel Bompoil : un ingénieur
- Louise Blachère : une des journalistes de la conférence
- Marion Lécrivain : la veilleuse
- Mikaël Alhawi : un militaire
- Daniel Buren : lui-même (image d'archives)
- Dominique Zardi : lui-même (image d'archives)
- Roxane Tessier : Léa

## Critiques
Le film est globalement apprécié de la presse, il obtient une note de 3,6/5 sur Allociné. Les critiques font également référence à l'incendie de la cathédrale en avril 2019, alors que le montage du film était quasiment achevé. 
Le Parisien a adoré ce film, il le trouve d'autant plus émouvant sachant ce qui est arrivé à Notre-Dame : « il y a ces nombreuses images, extrêmement émouvantes, d'une Notre-Dame qui aujourd'hui n'existe plus… ».
Première a aussi été touché par ce film dans lequel le monument est au cœur de cette histoire : « Le 18 avril, Valérie Donzelli voit Notre-Dame, le cœur de son cinquième long, prendre feu Une tragédie qui modifie forcément notre relation à ce film, comme l’imminence d’un moment qui n’existera plus. Ce sentiment de nostalgie immédiate rajoute une couche de singularité à un film qui n’en manque pas. »

### Box-office
| Pays ou région | Box-office      | Date d'arrêt du box-office | Nombre de semaines |
| -------------- | --------------- | -------------------------- | ------------------ |
| France         | 227 409 entrées | 4 février 2020             | 7                  |
| Total mondial  | 1 703 578 $     | -                          | -                  |

### Revue de presse
- Anne Faucon, « Les Éblouis », V.O. Version Originale, no 85, Paris, décembre 2019, p. 13
- Vincent Thabourey, « Notre dame », Positif, no 706, Institut Lumière/Actes Sud, Paris, décembre 2019, p. 54,  (ISSN 0048-4911)